# 平和と繁栄の回廊
平和と繁栄の回廊（へいわとはんえいのかいろう、英: Corridor for Peace and Prosperity）は、日本・パレスチナ・イスラエル・ヨルダンの4者による地域協力によりヨルダン渓谷の社会経済開発を進めてパレスチナの経済的自立を促す取り組みである。

## 概要
日本は、イスラエルと（将来の独立した）パレスチナ国家が平和かつ安全に共存する「二国家解決」を支持している。
2006年7月に、当時の日本の内閣総理大臣である小泉純一郎がパレスチナを訪問した際に提唱された。外務省の創設構想によると、日本のODAを戦略的・機動的に活用しつつ、域内協力の具体化に取り組むものとなっている。
過去6回、この4か国・地域による閣僚級協議が開かれている。

## 例
- パレスチナのジェリコ市郊外に農産加工団地（JAIP）を建設する計画。ジェリコや周辺のヨルダン渓谷を中心として生産が盛んな農作物を加工し、ヨルダンを経由して輸出、あるいはパレスチナ内に出荷することなどを目指している[3]。2017年10月時点で約40社が入居契約を終えており、そのうち約8社の工場が操業を開始している。
- 観光回廊：パレスチナの官民連携による観光振興プロジェクトや、ジェリコ市のイスラム建築の代表的な文化遺産であるヒシャム宮殿遺跡保護事業などを支援している。パレスチナだけでなく、イスラエルやヨルダンの観光スポットを結ぶ周遊ツアーの開発が検討されている[3]。

## 分析
2007年3月、農産加工団地建設計画のフィジビリティスタディが開始されると、パレスチナの人権NGOであるアル・ハックがすぐに、この構想が「イスラエルによる違法入植地の建設や土地収用、パレスチナ人民の自決権への侵害に対する擁護・隠蔽に貢献するものとなってはならない」という声明を発した。

## 参加国首脳

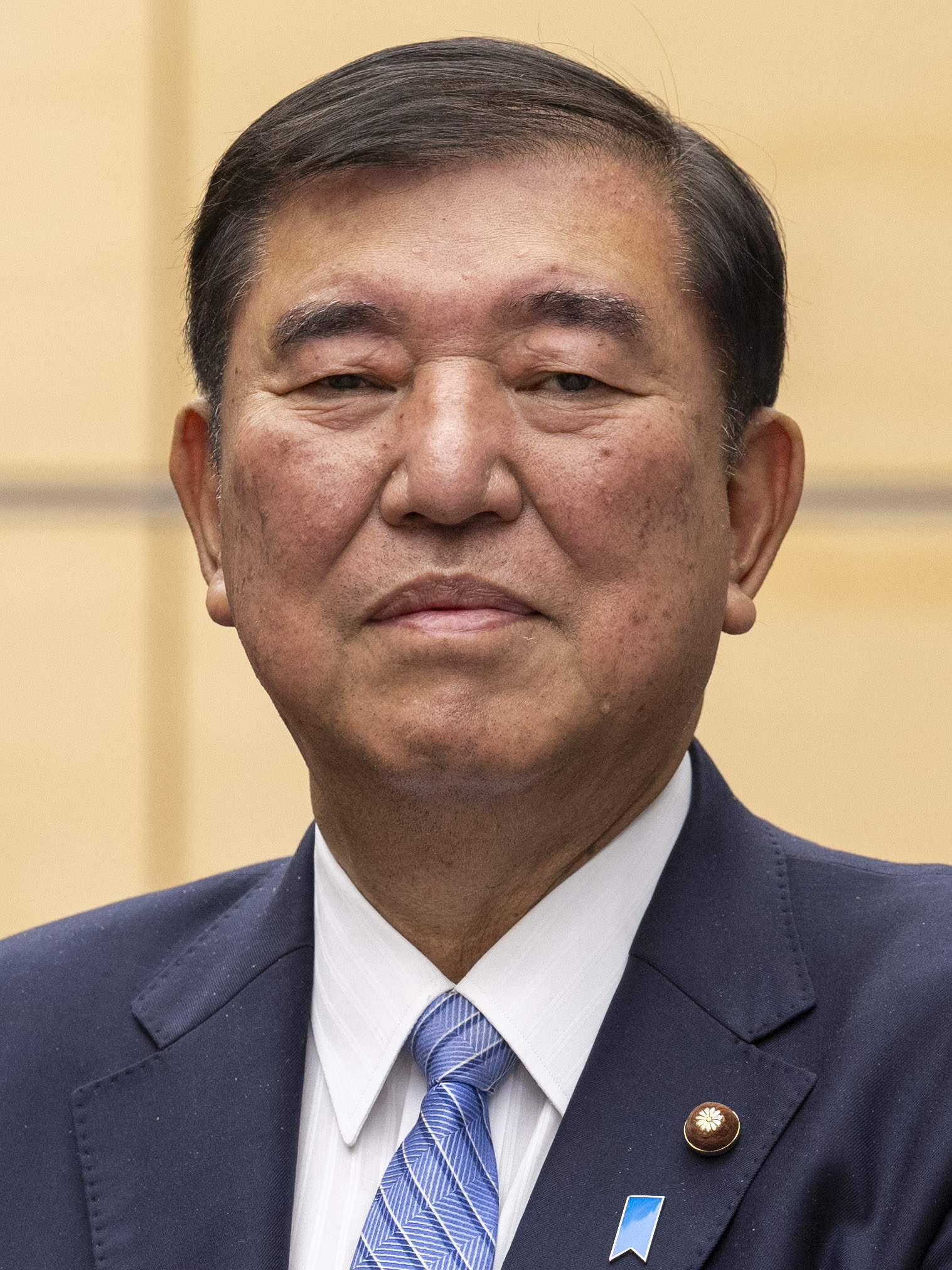
日本 石破茂（内閣総理大臣）
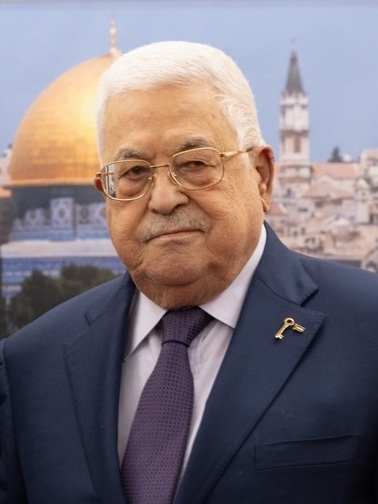
パレスチナ マフムード・アッバース（大統領）
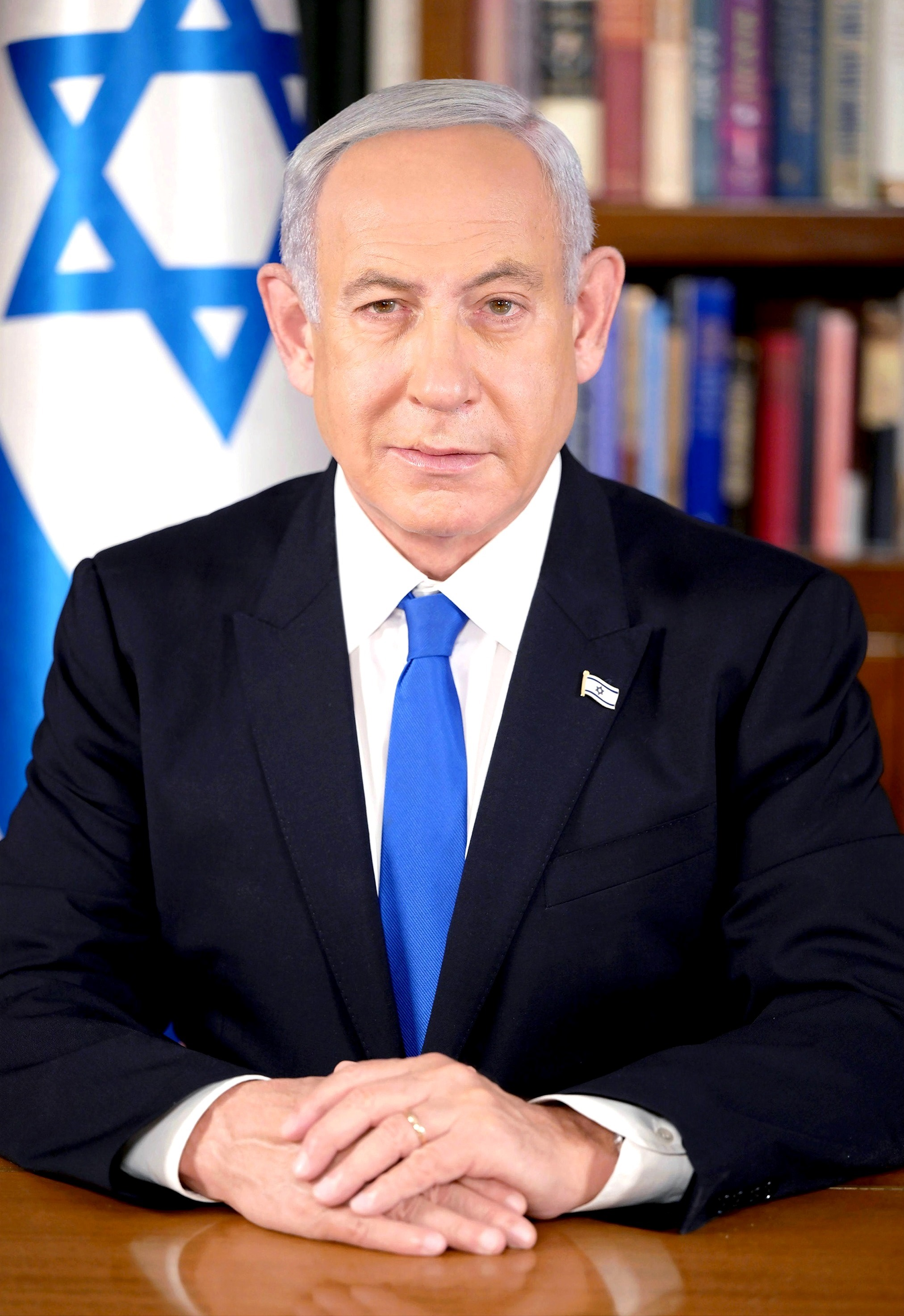
イスラエル ベンヤミン・ネタニヤフ（首相）
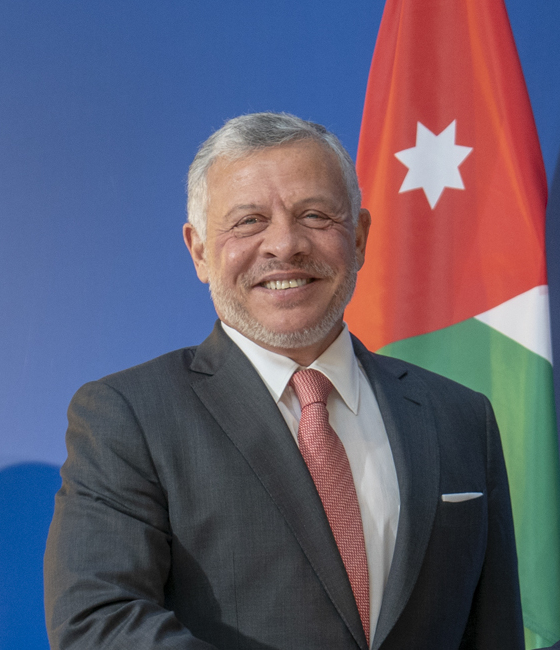
ヨルダン アブドゥッラー2世（国王）